# General Enrique Estrada
General Enrique Estrada é um município do estado de Zacatecas, no México.